# 蜜月抄
《蜜月抄》（蜜月抄，Mitsugetsu-shō／Honeymoon Excerpt）是日本音樂家椎名林檎的首張現場錄音專輯，同時是唱片公司為紀念椎名林檎出道十五週年所發行的作品，和精選輯《韻事》、影音MV合輯《LiVE》及音樂MV合輯《The Sexual Healing Total Care Course 120min.》一同於2013年11月13日由EMI Music Japan／Universal Music發行。初回限定版為「特殊紙盒包裝、演唱會寫真照及演唱會採訪回顧」。
在專輯銷售成績方面，本張專輯在日本Oricon銷售榜上最高位居單週第6名，名列2013年年度銷售榜第276位。

## 專輯概要
《蜜月抄》是椎名林檎繼2009年發行《三文八卦》以來，睽違四年的作品，同時也是唱片公司為慶祝椎名林檎出道十五週年所發行的作品。不同於專輯《韻事》收錄椎名林檎自出道以來以客座歌手的身分和其他歌手合作的歌曲，本張現場錄音專輯反而是收錄椎名林檎自2000年至2009年間所舉行的十場演唱會及電視演出的影像，而這些演唱會影像大部分都以數碼多功能影音光碟或是藍光光碟的形式發行。專輯封面的插畫則是由宇野亞喜良所製作。
在專輯發售時程上，新專輯發行的消息最早於2013年9月11日在官網發佈，同時也表示將舉行演唱會《椎名林檎十五周年 黨大會 平成二十五年神山町大會》。10月2日更表示將舉辦林檎班會員限定的演唱會《椎名林檎十五周年 班大會 平成二十五年濱離宮大會》。日本於11月13日發行專輯，台灣則等到一個月後的12月13日發行進口版。
最後，在專輯銷售成績方面，專輯在發行當週以1.5萬張的銷售量在日本Oricon銷售榜上位居第6名，總計在Oriocn銷售榜上榜8週，累積銷售達2.4萬張，名列2013年年銷售榜第276位。

### 專輯取材
本張現場錄音專輯收錄椎名林檎自2000年至2009年間所舉行的十場演唱會及電視演出的影像。
| 三首 | 《下剋上高潮》                     | 2000/04/26 東京都NHK大廳        |
| 一首 | 《御起立日本》                     | 2000/07/08 東京都新宿Liquidroom |
| 三首 | 《座禪高潮》                       | 2000/07/30 福岡縣嘉穗劇場       |
| 一首 | 《賣笑高潮》                       | 2003/02/23 東京都九段會館       |
| 兩首 | 《雙六高潮》                       | 2003/09/27 東京都日本武道館     |
| 兩首 | 《第一回林檎班大會的模樣》         | 2005/12/12 東京都               |
| 兩首 | 《(生)林檎博'08 〜10周年記念祭〜》 | 2008/11/30 埼玉縣埼玉超級競技場 |
| 兩首 | NHK音樂節目「SONGS」               | 2009/06/24, 2009/07/01          |

## 批評及評價
音樂網站CD Journal指出椎名林檎的聲音不管在管絃樂團或是搖滾樂團伴奏下，都可以展現出其穿透力十足的歌聲。音樂評論家沖清子則在音樂網站Skream!上表示，她對於能夠透過演唱會的形式聽到椎名林檎最原始的聲音覺得很滿足，因此她認為在椎名林檎十五周年的時候，發表現場錄音專輯是個好選擇。

## 曲目
| 曲序     | 曲目                               | 選自                           | 时长    |
| -------- | ---------------------------------- | ------------------------------ | ------- |
| 1.       | 本能                               | 下剋上高潮（2000）             | 4:59    |
| 2.       | 歌舞伎町的女王                     | 座禪高潮（2000）               | 2:50    |
| 3.       | 滿滿的財富                         | NHK「SONGS」（2009）           | 5:58    |
| 4.       | 迷彩                               | 第一回林檎班大會的模樣（2005） | 4:05    |
| 5.       | 今夜（作曲：椎名林檎、田渕ひさ子） | 御起立日本（2000）             | 2:00    |
| 6.       | 雖然夕陽照耀歸途                   | 座禪高潮（2000）               | 4:03    |
| 7.       | 積木遊戲                           | 下剋上高潮（2000）             | 4:21    |
| 8.       | 浴室                               | 座禪高潮（2000）               | 5:15    |
| 9.       | 莖(STEM)（作詞：Robbie Clark）     | Ringo EXPO（2008）             | 4:42    |
| 10.      | 蘋果之歌                           | 第一回林檎班大會的模樣（2005） | 3:35    |
| 11.      | 罪與罰                             | 雙六高潮（2003）               | 5:53    |
| 12.      | 丸內虐待狂                         | 雙六高潮（2003）               | 3:47    |
| 13.      | 密偵物語                           | NHK「SONGS」（2009）           | 3:13    |
| 14.      | 藍天                               | 下剋上高潮（2000）             | 2:44    |
| 15.      | 靈異現象                           | 賣笑高潮（2003）               | 3:16    |
| 16.      | 世界的盡頭                         | Ringo EXPO（2008）             | 3:39    |
| 总时长： | 总时长：                           | 总时长：                       | 1:04:28 |

### 曲目介紹
1. 本能／《下剋上高潮》 NHK大廳（2000/04/26）
2. 歌舞伎町的女王（日语：歌舞伎町の女王）／《座禪高潮》 嘉穗劇場（2000/07/30）
3. 滿滿的財富（日语：ありあまる富）／NHK「SONGS」 （2009年撥放）
4. 迷彩／《第一回林檎班大會的模樣》 惠比壽The Garden Hall（2005/12）
5. 今夜／《御起立日本》 新宿Liquidroom（2000/07/08）
6. 雖然夕陽照耀歸途（日语：茜さす 帰路照らされど･･･）／《座禪高潮》 嘉穗劇場（2000/07/30）
7. 積木遊戲（日语：積木遊び）／《下剋上高潮》 NHK大廳（2000/04/26）
8. 浴室／《座禪高潮》 嘉穗劇場（2000/07/30）
9. 莖(STEM)（日语：茎（STEM））／《(生)林檎博'08 〜10周年記念祭〜》 埼玉超級競技場（2008/11/30）
10. 蘋果之歌（日语：りんごのうた）／《第一回林檎班大會的模樣》 代官山UNIT（2005/12）
11. 罪與罰（日语：罪と罰）／《雙六高潮》日本武道館（2003/09/27）
12. 丸內虐待狂（日语：丸の内サディスティック）／《雙六高潮》 日本武道館（2003/09/27）
13. 密偵物語（日语：密偵物語）／NHK「SONGS」 （2009年撥放）
14. 藍天／《下剋上高潮》 NHK大廳（2000/04/26）
15. 靈異現象（日语：ポルターガイスト）／《賣笑高潮》 九段會館（2003/05/27）
16. 世界的盡頭（日语：この世の限り）／《(生)林檎博'08 〜10周年記念祭〜》 埼玉超級競技場（2008/11/30）

## 銷售排行

### Oricon 銷售榜(日本)
《蜜月抄》於11月13日發行專輯。發行首週，在日本公信榜Oricon的專輯榜2013年11月第2週付的榜單中以14,946張銷售量居單週第五名，同禮拜銷售冠軍為銷售突破4.8萬張的歌舞團體放浪新世代 from 放浪一族的首張專輯《GENERATIONS (GENERATIONS專輯)》，而同天發行的精選輯《韻事》則以21,365張銷售量居單週第五名。第二週則以銷售量3,930張居單周第二十七位，同禮拜銷售冠軍為樂團色情塗鴉的單曲精選合輯《PORNOGRAFFITTI 15th Anniversary "ALL TIME SINGLES"》。總計在日本公信榜Oricon的專輯榜上榜8週，累積銷售達2.4萬張，名列2013年年銷售榜第276位。
| 名稱                  | Oricon銷售榜 | 初登場 | 初登場 | 最高  | 最高   | 總銷售量 | 累積上榜次數 |
| 名稱                  | Oricon銷售榜 | 排 行  | 銷售量 | 排 行 | 銷售量 | 總銷售量 | 累積上榜次數 |
| --------------------- | ------------ | ------ | ------ | ----- | ------ | -------- | ------------ |
| 2013年11月13日 蜜月抄 | 週銷售排行榜 | #6     | 14,946 | #6    | 14,946 | 24,494   | 8週          |
| 2013年11月13日 蜜月抄 | 月銷售排行榜 | #24    | 21,186 | #24   | 21,186 | 24,494   | 8週          |
| 2013年11月13日 蜜月抄 | 年銷售排行榜 | #276   | 22,211 | #276  | 22,211 | 24,494   | 8週          |

### 其他銷售榜
| 排行榜名稱                        | 最高排名 |
| --------------------------------- | -------- |
| (日本) Soundscan：CD Album Top 20 | #5       |

## 發行歷史
| 國家 | 發行日期       | 發行形式   | 唱片公司                         | 商品編號   |
| ---- | -------------- | ---------- | -------------------------------- | ---------- |
| 日本 | 2013年11月13日 | 初回限定盤 | EMI Music Japan／Universal Music | TYCT-69006 |
| 日本 | 2013年11月13日 | 通常盤     | EMI Music Japan／Universal Music | TYCT-60009 |
| 台灣 | 2013年12月13日 | CD(進口盤) | 台灣環球音樂                     | TYCT-60009 |

## 宣傳行程
| 類型   | 日期       | 名稱                                           |
| ------ | ---------- | ---------------------------------------------- |
| 演唱會 | 2013/11    | 椎名林檎十五周年 黨大會 平成二十五年神山町大會 |
| 演唱會 | 2013/11/29 | 椎名林檎十五周年 班大會 平成二十五年濱離宮大會 |

## 脚注